# Suastus
Suastus là một chi bướm ngày thuộc họ Bướm nâu.